# Anna von Segesser
Anna von Segesser von Brunegg (* 10. April 1887 in Luzern; † 9. Januar 1973 in Küssnacht) war eine Schweizer Krankenschwester und Redaktorin.

## Leben
Anna von Segesser war die Tochter von Karl Ulrich von Segesser, Kapitän und dessen Ehefrau Josefa, geb. Schwytzer von Buonas. Ihre Schwester war die Schriftstellerin Agnes von Segesser (1884–1964), und sie war die Enkelin des Historikers Philipp Anton von Segesser sowie die Cousine von Ludwig Segesser (1879–1942), Präsident des Eidgenössischen Versicherungsgerichts.
Anna von Segesser erhielt von 1911 bis 1915 eine Ausbildung zur Krankenschwester an der Pflegerinnenschule in Zürich, die im März 1901 eröffnet worden war. Anschliessend erhielt sie eine Anstellung als Oberschwester am Kantonsspital Winterthur. 
Von 1928 bis 1945 war sie die Leiterin der Röntgenabteilung der Pflegerinnenschule Zürich und Redaktorin des Schulblatts. 1945 übernahm sie die Redaktion der Blätter für Krankenpflege und blieb in dieser Tätigkeit bis 1958.
Anna von Segesser war unverheiratet.

### Wirken
Anna von Segesser war sehr aktiv in den Berufsverbänden und setzte sich dort für die Verbesserung der Krankenpflege und der Arbeitsbedingungen des Pflegepersonals ein.
Sie war schriftstellerisch tätig und veröffentlichte einige historische Schriften und Biographien sowie Texte zur Krankenpflege.

## Schriften (Auswahl)
- Der gegenwärtige Schwesternmangel und Vorschläge zu seiner Behebung: Referat gehalten am kantonalen Frauentag, 19. Oktober 1930 in Zürich. Zürich: Gebr. Leemann & Co., 1930.
- Anna von Segesser; Sophie Fischer: Wenn jemand krank ist. Bern: Rotkreuz-Verlag, 1933.
- Eifach kei Platz: Bilderfolge in 4 Aufzügen aus der Vergangenheit der Schweiz: Pflegerinnenschule mit Krankenhaus in Zürich zur Eröffnungsfeier der grossen Um- und Neubauten im September 1936. 1936.
- Generaloberin Schwester Maria Theresia Scherer 1825–1888: das Lebensbild einer bedeutenden Schweizerfrau. Luzern: Räber & Cie, 1939.
- Ueber die praktische Verwendung von Röntgenstrahlen. 1945.
- Aus der Geschichte der Schweizerfrau in der Krankenpflege. Zürich, 1945.
- Dreißig Jahre Krankendienst in Zürichs Spitälern. Luzern, Stocker 1945.
- Dr. med. Anna Heer, 1863-1918, Mitbegründerin und erste Chefärztin der Schweizerischen Pflegerinnenschule in Zürich. Zürich, Schulthess, 1948.
- Der Schweizerische Krankenpflegebund in der Zeit von seiner Gründung im Jahre 1911 bis zum Jahre 1930. Schweiz 1951.